# Urgleptes gahani
Urgleptes gahani es una especie de escarabajo longicornio del género Urgleptes, tribu Acanthocinini, subfamilia Lamiinae. Fue descrita científicamente por Chalumeau en 1983.

## Descripción
Mide 4,5 milímetros de longitud.

## Distribución
Se distribuye por San Vicente y las Granadinas.